# Zhang Shizhao
Zhang Shizhao (chinois simplifié 章士钊, chinois traditionnel 章士釗, pinyin Zhāng Shìzhāo), né le 20 mars 1881 à Changsha (Hunan) et mort le 1er juillet 1973 à Hong Kong, est un homme politique chinois.

## Biographie
Il entre en 1901 à l'académie Lianghu de littérature chinoise (两湖书院), où il rencontre Huang Xing, avec lequel il fonde le parti Huaxing (华兴会), qui devient en 1904 le Huaxinghui. En mai 1903 il est nommé rédacteur en chef du journal Su Bao. Après l'interdiction de ce journal, il fonde le Minyu Daily. Avec Yang Shouren, Cai Yuanpei, Cai E entre autres, il organise l'Association patriotique à Shanghai.
Après la révolution Xinhai il rejoint le gouvernement de Beiyang dirigé par Yuan Shikai et devient secrétaire général du gouvernement établi à Canton (Guangdong), durant la période de la Première République en Chine. Il devient en 1914 rédacteur en chef du journal conservateur Jiayin zazhi (甲寅雜誌, Revue du tigre).  Il défend durant toute sa vie l'écriture en chinois littéraire, contre l'écriture en chinois vernaculaire, polémiquant durant de nombreuses années avec Hu Shi. En 1920 il fait une avance de 20 000 yuan à Mao Zedong, lui aussi originaire du Hunan et qui vécut à Changsha, la ville natale de Zhang.
Il est ministre de la Justice et ministre de l'Éducation sous le gouvernement de Beiyang dirigé par Duan Qirui. 
En 1930, sur l'invitation de Zhang Xueliang, il devient le doyen de l'école de littérature chinoise de l'université du Nord-Est. Après l'incident de Mukden, il part pour Shanghai où il travaille comme avocat, puis devient sénateur sous le gouvernement de la république de Chine réfugié à Chongqing. Il retourne ensuite à Shanghai où il reprend son activité d'avocat.
En 1949 il est invité par Li Zongren en tant que délégué du Guomindang et se rend à Pékin pour négocier avec le parti communiste chinois. Il devient plus tard membre du comité permanent de l'Assemblée nationale populaire et de la Conférence consultative politique du peuple chinois de la république populaire de Chine.